# Mazon Creek

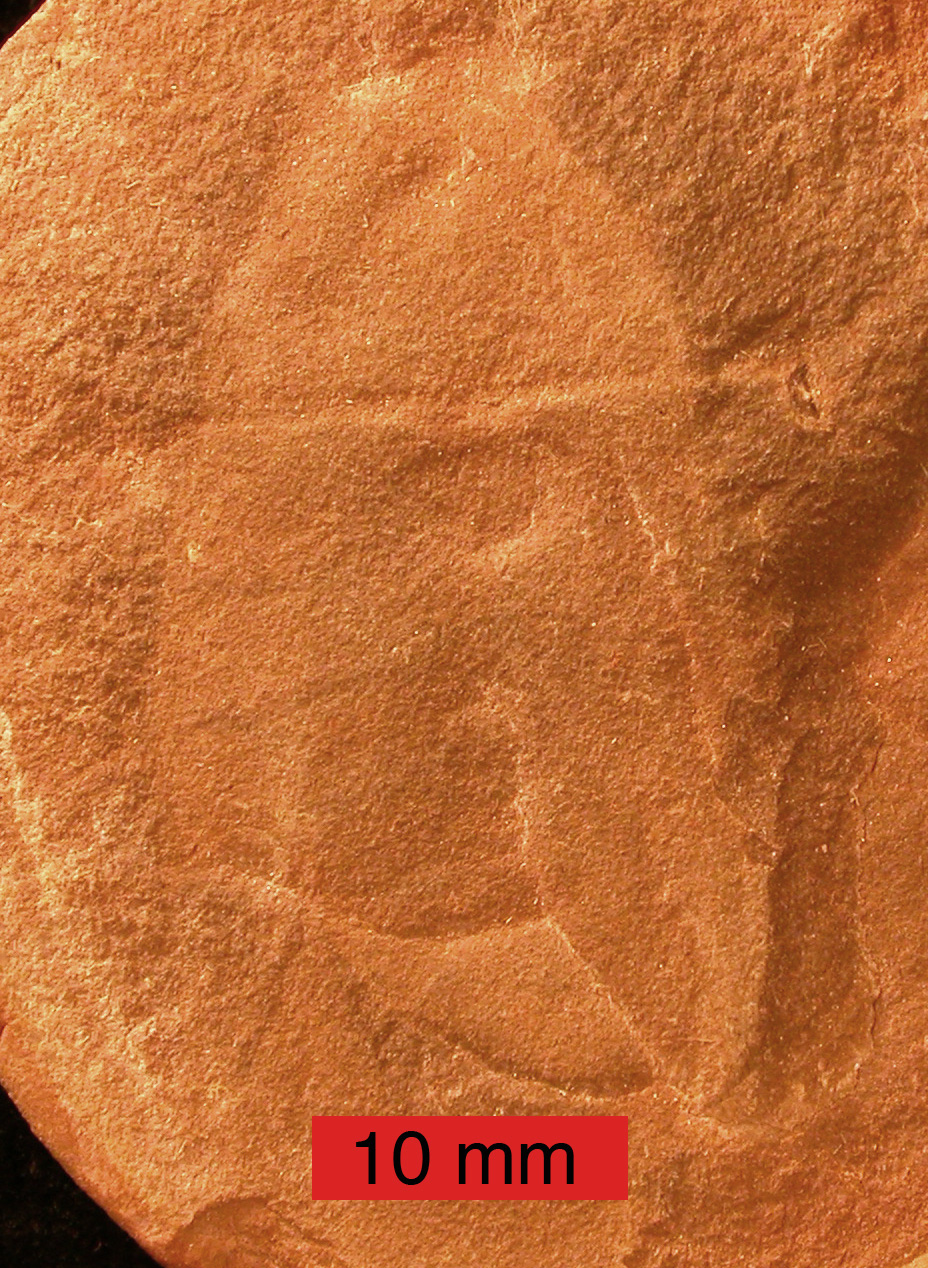
Tullimonstrum gregarium

Il giacimento di Mazon Creek, nell'Illinois, è uno dei più noti lagerstatten fossili del mondo. Risale alla fine del Carbonifero medio (inizio del Pennsylvaniano, circa 320 milioni di anni fa) e si è formato in un ambiente anossico, in un deposito di fanghiglia sottostante una zona di acque basse. Il particolare tipo di conservazione del sedimento ha permesso la fossilizzazione delle parti molli degli animali, un fatto rarissimo nella preservazione dei resti.

## Fauna e flora
Il giacimento di Mazon Creek possiede una fauna estremamente diversificata ed è un'importante fotografia degli habitat caratteristici del Carbonifero medio. Le acque basse e le regioni immediatamente soprastanti erano popolate da una quantità di crostacei (Belotelson, Kallidecthes, Tyrannophontes), insetti primitivi (Phylomylacris, Mazothairos), artropodi di varia natura (Pieckoxerxes, Euproops, Cyclus), meduse (Octomedusa, Essexella, Reticulomedusa, Anthracomedusa), molluschi bivalvi (Edmondia) e poliplacofori (Pterochiton), echiuridi (Coprinoscolex), nemertini (Archisymplectes), echinodermi oloturoidi (Achistrum). In particolare, nel giacimento è stata rinvenuta una gran quantità di anellidi policheti (Fossundecima, Esconites, Hystriciola, Dryptoscolex, Astreptoscolex, Didontogaster), a dimostrazione che questi animali erano già diffusissimi e specializzati in varie direzioni evolutive. Sono noti anche animali simili agli attuali onicofori (Helenodora).
Mazon Creek è anche noto per il ritrovamento di un organismo del tutto particolare, denominato Tullimonstrum gregarium, che non ha eguali in altri esemplari fossili o viventi ma che ora è considerato un vertebrato arcaico. I vertebrati sono rappresentati da forme poco note (Pipiscius, Esconichthys), da pesci ossei arcaici (Platysomus, Elonichthys) da una delle più antiche lamprede conosciute (Mayomyzon), dalle più antiche missine (Myxinikela), da alcuni anfibi (Phlegethontia, Oestocephalus, Pseudophlegethontia, Diabloroter, Infernovenator, Amphibamus), da rettili arcaici (Cephalerpeton). Il più grande predatore doveva essere l'embolomero Spondylerpeton, lungo circa 1,5 metri.
Per quanto riguarda i vegetali, numerosissimi sono i resti di fronde delle cosiddette felci con semi, come Neuropteris e Alethopteris.